# Gmina Jemielno
Gmina Jemielno je polská vesnická gmina v okrese Góra v Dolnoslezském vojvodství. Sídlem gminy je obec Jemielno. V roce 2021 zde žilo 2 959 obyvatel.
Gmina má rozlohu 124 km² a zabírá 16,8 % rozlohy okresu. Skládá se z 20 starostenství.

## Části gminy
Starostenství
Bieliszów, Chorągwice, Ciechanów, Cieszyny, Daszów, Irządze, Jemielno, Kietlów, Luboszyce, Luboszyce Małe, Lubów, Łęczyca, Osłowice, Piotrowice Małe, Piskorze, Psary, Smolne, Śleszów, Uszczonów, Zdziesławice.